# Геохимические классификации элементов
Геохими́ческие классифика́ции элеме́нтов — способы систематизации химических элементов в зависимости от их встречаемости в природе. Таких классификаций существует несколько.

## По распространенности

### Петрогенные
В природе встречаются 89 элементов из периодической таблицы Менделеева (не считая радиогенных короткоживущих элементов, обнаруженных в следовых количествах). Однако в метеоритах, на Земле и планетах земной группы в подавляющем большинстве случаев породы и минералы на 99 % сложены 12 элементами, называемыми петрогенными (петро — порода, ген — происхождение). Эти элементы: O, Si, Ti, Al, Mg, Fe, Ca, K, Mn, P, Na, C.

### Редкие
Все остальные элементы относятся к редким или рассеянным элементам. Принципиальная разница между петрогенными и редкими элементами заключается в том, что петрогенные элементы определяют фазовый (минеральный) состав системы, в то время как редкие элементы входят в эти фазы в виде примесей и пассивно распределяются между существующими фазами, но не влияют на их содержание и устойчивость. У этого правила есть исключения. Так, стронций даже в небольших количествах сильно влияет на устойчивость кальцита/арагонита. С другой стороны, при появлении в системе минералов, в которых редкий элемент основной, например в случае кристаллизации циркона или монацита, такой элемент ведёт себя как петрогенный элемент.

## По роли в строении организмов
В биогеохимии принято разделение элементов по их роли в строении живых организмов.

### Макроэлементы
Элементы, содержание которых в живых организмах составляет больше 0,001 %. Это кислород, водород, углерод, азот, фосфор, калий, кальций, сера, магний, натрий, хлор, железо и др. Эти элементы слагают ткани живых организмов.

### Микроэлементы
Элементы, содержание которых мало, но они участвуют в биохимических процессах и в значительной мере определяют самочувствие живых организмов. По современным данным более 30 микроэлементов считаются необходимыми для жизнедеятельности растений и животных. Среди них: цинк, кобальт, железо, йод, селен, медь, молибден, бром, фтор.

## Классификация В. М. Гольдшмидта
Предложена Гольдшмидтом исходя из предположения, что Земля образовалась в результате разделения первично однородного вещества, аналогичного метеоритам, на четыре части: металл, серный расплав, силикатная часть и атмосфера с океаном. Каждый элемент имеет склонность концентрироваться в одной из этих сред, и соответственно разделены на сидерофильные, литофильные, халькофильные и атмофильные элементы. Иначе говоря, это классификация по наибольшему коэффициенту распределения элемента между четырьмя фазами.

### Атмофильные
H, N, инертные газы — всего 8 элементов.
Выделяются в газовую фазу и накапливаются в атмосфере. В природе для них характерно газообразное состояние. Большинство из них имеет атомы с заполненной электронной внешней оболочкой, располагаются в верхних частях кривой атомных объёмов; преимущественно диамагнитны. Для большинства (кроме водорода, близкого к литофильным элементам) характерно нахождение в природе в элементарном состоянии.

### Халькофильные
В соответствии с классификацией норвежского геохимика В. М. Гольдшмидта, к ним относятся химические элементы сульфидных руд, то есть элементы побочной группы периодической системы химических элементов. В их число входит 19 элементов: S, Cu, Zn, Ga, Ge, As, Se, Ag, Cd, In, Sn, Sb, Te,  Hg, Tl, Pb, Bi, Po. Металлические халькофильные элементы обладают специфическим сродством к сере, селену и теллуру. На долю всех халькофильных элементов приходится всего 0,046 % массы земной коры, но из-за способности накапливаться в определённых условиях они образуют рудные месторождения, среди которых доминируют гидротермальные жильные. В осадочных породах сульфиды ряда элементов (меди, свинца, цинка и частично серебра) образуют стратиформные (пластовые) рудные залежи.

### Литофильные
Обладают сродством к силикатным минералам и расплавам.
Элементы, составляющие около 93 % массы земной коры и около 97 % массы солевого состава океанической воды. Они располагаются на убывающих участках кривой атомных объёмов. K литофильным элементам относятся: Li, Be, B, C, O, F, Na, Mg, Al, Si, P, Cl, K, Ca, Ti, V, Cr, Mn, Br, Rb, Sr, Zr, Nb, I, Cs, Ba, Hf, Ta, W, At, Fr, Ra, Ac, Th, Pa, U. Литофильные элементы трудно восстанавливаются до элементарного состояния и преимущественно парамагнитны. B природе подавляющая масса этих элементов входит в состав силикатов, но также широко распространены их оксиды, галогениды, карбонаты, сульфаты, фосфаты. Плотности соединений литофильных элементов невысоки (от 2⋅103 до 4⋅103 кг/м³).

### Сидерофильные
К сидерофильным элементам Гольдшмидт поначалу отнёс элементы группы железа периодической системы — Fe, Co, Ni, Ru, Rh, Pd, Os, Ir, а также Mo и Re. Позже в группу добавили ряд элементов, обнаруженных в метеоритах: Au, P, C, Ga, Ge, Sn, Nb, Ta, W, As, Sb, Bi, Se.

## Таблица
|            | 1          |            |            |          |          |          |          |          |          |          |          |          |          |          |          |          |          | 18       |  |  |  |  |  |  |  |
| 1          | 1 H        | 2          |            |          |          |          |          |          |          |          |          |          | 13       | 14       | 15       | 16       | 17       | 2 He     |  |  |  |  |  |  |  |
| 2          | 3 Li       | 4 Be       |            |          |          |          |          |          |          |          |          |          | 5 B      | 6 C      | 7 N      | 8 O      | 9 F      | 10 Ne    |  |  |  |  |  |  |  |
| 3          | 11 Na      | 12 Mg      | 3          | 4        | 5        | 6        | 7        | 8        | 9        | 10       | 11       | 12       | 13 Al    | 14 Si    | 15 P     | 16 S     | 17 Cl    | 18 Ar    |  |  |  |  |  |  |  |
| 4          | 19 K       | 20 Ca      | 21 Sc      | 22 Ti    | 23 V     | 24 Cr    | 25 Mn    | 26 Fe    | 27 Co    | 28 Ni    | 29 Cu    | 30 Zn    | 31 Ga    | 32 Ge    | 33 As    | 34 Se    | 35 Br    | 36 Kr    |  |  |  |  |  |  |  |
| 5          | 37 Rb      | 38 Sr      | 39 Y       | 40 Zr    | 41 Nb    | 42 Mo    | (43) Tc  | 44 Ru    | 45 Rh    | 46 Pd    | 47 Ag    | 48 Cd    | 49 In    | 50 Sn    | 51 Sb    | 52 Te    | 53 I     | 54 Xe    |  |  |  |  |  |  |  |
| 6          | 55 Cs      | 56 Ba      | 57-71 Lan  | 72 Hf    | 73 Ta    | 74 W     | 75 Re    | 76 Os    | 77 Ir    | 78 Pt    | 79 Au    | 80 Hg    | 81 Tl    | 82 Pb    | 83 Bi    | 84 Po    | 85 At    | 86 Rn    |  |  |  |  |  |  |  |
| 7          | 87 Fr      | 88 Ra      | 89-103 Act | (104) Rf | (105) Db | (106) Sg | (107) Bh | (108) Hs | (109) Mt | (110) Ds | (111) Rg | (112) Cn | (113) Nh | (114) Fl | (115) Mc | (116) Lv | (117) Ts | (118) Og |  |  |  |  |  |  |  |
|            |            |            |            |          |          |          |          |          |          |          |          |          |          |          |          |          |          |          |  |  |  |  |  |  |  |
| Лантаноиды | Лантаноиды | Лантаноиды | 57 La      | 58 Ce    | 59 Pr    | 60 Nd    | (61) Pm  | 62 Sm    | 63 Eu    | 64 Gd    | 65 Tb    | 66 Dy    | 67 Ho    | 68 Er    | 69 Tm    | 70 Yb    | 71 Lu    |          |  |  |  |  |  |  |  |
| Актиноиды  | Актиноиды  | Актиноиды  | 89 Ac      | 90 Th    | 91 Pa    | 92 U     | (93) Np  | (94) Pu  | (95) Am  | (96) Cm  | (97) Bk  | (98) Cf  | (99) Es  | (100) Fm | (101) Md | (102) No | (103) Lr |          |  |  |  |  |  |  |  |

| Атмофильные | Халькофильные | Литофильные | Сидерофильные | редкие и отсутствующие в природе |